# Обонятельный нерв
Обонятельный нерв (обонятельные нервы, лат. nervi olfactorii, s. fila olfactoria) — первый из черепных нервов, отвечающий за обонятельную чувствительность.

## Анатомия
Обонятельные нервы представляют собой нервы специальной чувствительности — обонятельной. Они начинаются от обонятельных нейросенсорных клеток, образующих первый нейрон обонятельного пути и залегающих в обонятельной области слизистой оболочки полости носа. В виде 15—20 тонких нервных стволов (обонятельные нити), состоящих из безмиелиновых нервных волокон, они, не образуя общего ствола обонятельного нерва, проникают через горизонтальную пластинку решётчатой кости (лат. lamina cribrosa ossis ethmoidalis) в полость черепа, где вступают в обонятельную луковицу (лат. bulbus olfactorius) (здесь лежит тело второго нейрона), переходящую в обонятельный тракт (лат. tractus olfactorius), представляющий собой аксоны клеток, залегающих в обонятельных луковицах (лат. bulbus olfactorius).
Обонятельный тракт переходит в обонятельный треугольник (лат. trigonum olfactorium). Последний состоит преимущественно из нервных клеток и разделяется на две обонятельные полоски, вступающие в переднее продырявленное вещество (лат. substantia perforata anterior), подмозолистое тело (лат. area subcallosa) и прозрачную перегородку (лат. septum pellucidum), где находятся тела третьих нейронов. Затем волокна клеток этих образований различными путями достигают коркового конца обонятельного анализатора, залегающего в области крючка (лат. uncus) и парагиппокампальной извилины лат. gyrus parahyppocampalis височной доли больших полушарий мозга.
Параллельно обонятельному нерву кнаружи от него иногда залегает концевой нерв (лат. nervus terminalis), образованный несколькими нервными волокнами, проходящими между твердой мозговой оболочкой и периостом. Этот нерв начинается в слизистой оболочке обонятельной области перегородки носа и, пройдя через отверстие решетчатой пластинки, подходит к медиальной обонятельной полоске несколькими корешками.

## Функция
Обонятельные нервы — нервы специальной чувствительности.
Система обоняния начинается с обонятельной части слизистой носа (область верхнего носового хода и верхней части носовой перегородки). В ней находятся тела первых нейронов обонятельного анализатора. Эти клетки являются биполярными.
Как уже было отмечено выше, обонятельный анализатор представляет собой трёхнейронную цепь:
1. Тела первых нейронов представлены биполярными клетками, находящимися в слизистой носа. Их дендриты оканчиваются на поверхности слизистой носа и образуют рецепторный аппарат обоняния. Аксоны этих клеток в виде обонятельных нитей заканчиваются на телах вторых нейронов, морфологически находящихся в обонятельных луковицах
2. Аксоны вторых нейронов формируют обонятельные тракты, которые оканчиваются на телах третьих нейронов в переднем продырявленном веществе (лат. substantia perforata anterior), лат. area subcallosa и прозрачной перегородке (лат. septum pellucidum)
3. Тела третьих нейронов также называются первичными обонятельными центрами. Важно отметить, что первичные обонятельные центры связаны с корковыми территориями как своей, так и противоположной стороны; переход части волокон на другую сторону происходит через переднюю спайку (лат. comissura anterior). Кроме этого, она обеспечивает связь с лимбической системой. Аксоны третьих нейронов направляются к передним отделам парагиппокампальной извилины, где расположено цитоархитектоническое поле Бродмана 28. В этой области коры представлены проекционные поля и ассоциативная зона обонятельной системы.

Запах, вызывающий аппетит, вызывает одновременно рефлекс слюноотделения, тогда как неприятный запах приводит к тошноте и рвоте. Эти реакции связаны с эмоциями. Запахи могут быть приятными или неприятными. Основными волокнами, обеспечивающими связь обонятельной системы с автономными зонами мозга, являются волокна медиальных пучков переднего мозга и мозговых полосок зрительного бугра.
Медиальный пучок переднего мозга состоит из волокон, которые восходят от базальной обонятельной области, периминдалевидной области и ядер перегородки. На своём пути через гипоталамус часть волокон заканчивается на ядрах подбугорной области. Большинство же волокон направляется в ствол мозга и осуществляет контакт с вегетативными зонами ретикулярной формации, со слюноотделительными и дорсальными ядрами лат. n.intermedius (нерв Врисберга), языкоглоточного (лат. n. glossopharyngeus) и блуждающего (лат. n.vagus) нервов.
Мозговые полоски зрительного бугра отдают синапсы к ядрам поводка. От этих ядер к межножковому ядру (узлу Гансера) и к ядрам покрышки идёт поводково-ножковый путь, а от них волокна направляются к вегетативным центрам ретикулярной формации ствола мозга.
Волокна, осуществляющие связь обонятельной системы со зрительным бугром, гипоталамусом и лимбической системой, вероятно, и обеспечивают сопровождение обонятельных раздражителей эмоциями. Область перегородки, кроме прочих мозговых зон, связана через ассоциативные волокна с поясной извилиной (лат. gyrus cinguli).

## Клиника поражения

### Аносмияи гипосмия
Аносмия (отсутствие обоняния) или гипосмия (снижение обоняния) с обеих сторон чаще отмечается при заболеваниях слизистой носа. Гипосмия или аносмия с одной стороны — обычно признак серьёзного заболевания.
Возможные причины аносмии:
1. Недоразвитие обонятельных путей.
2. Заболевания обонятельной слизистой носа (ринит, опухоли носа и т. д.).
3. Разрыв обонятельных нитей при переломе lamina cribrosa решётчатой кости вследствие черепно-мозговой травмы.
4. Деструкция обонятельных луковиц и путей при очаге ушиба по типу противоудара, наблюдаемый при падении на затылок
5. Воспаление пазух решётчатой кости (лат. os ethmoidale), воспалительный процесс прилежащей мягкой мозговой оболочки и окружающих областей.
6. Срединные опухоли или другие объёмные образования передней черепной ямки.

Следует обратить внимание, что прерывание целостности путей, идущих от первичных обонятельных центров, не ведёт к аносмии, так как они являются двусторонними.

### Гиперосмия
Гиперосмия — повышенное обоняние отмечается при некоторых формах истерии и иногда у кокаиновых наркоманов.

### Паросмия
Извращённое ощущение запаха наблюдается в некоторых случаях шизофрении, поражения крючка парагиппокампальной извилины и при истериях. К паросмии можно отнести получение приятных эмоций от запаха бензина и других технических жидкостей у больных железодефицитной анемией.

### Обонятельные галлюцинации
Обонятельные галлюцинации наблюдаются при некоторых психозах. Могут являться аурой эпилептического припадка, которые вызываются наличием патологического очага в области височной доли.

### Также
Обонятельный нерв может служить входными воротами для инфекций мозга и менингеальных оболочек.
Больной может не осознавать потерю обоняния. Вместо этого он в связи с исчезновением обоняния может жаловаться на нарушение вкусовых ощущений, поскольку восприятие запахов очень важно для формирования вкуса пищи (прослеживается связь между обонятельной системой и лат. nucleus tractus solitarii).

## Методика исследования
Состояние обоняния характеризуется способностью восприятия запахов различной интенсивности каждой половиной носа в отдельности и идентификации (узнавания) различных запахов. При спокойном дыхании и закрытых глазах проводится прижатие пальцем крыла носа с одной стороны и постепенное приближение пахучего вещества к другой ноздре. Лучше использовать знакомые нераздражающие запахи (летучие масла): хозяйственное мыло, розовую воду (или одеколон), горькоминдальную воду (или валериановые капли), камфору. Следует избегать использования раздражающих веществ, таких как нашатырный спирт или уксус, так как при этом одновременно возникает раздражение окончаний тройничного нерва (лат. n.trigeminus). Отмечается, правильно ли идентифицируются запахи. При этом необходимо иметь в виду, свободны ли носовые пути или имеются катаральные явления из них. Хотя обследуемый может быть неспособным назвать тестируемое вещество, само осознание наличия запаха исключает аносмию.